# Liste der Mitglieder der National Academy of Sciences/1948
Im Jahr 1948 wählte die National Academy of Sciences der Vereinigten Staaten 32 Personen zu ihren Mitgliedern.

## Neugewählte Mitglieder
- Eric G. Ball (1904–1979)
- Lloyd V. Berkner (1905–1967)
- Felix Bloch (1905–1983)
- Gerty Cori (1896–1957)
- Hallowell Davis (1896–1992)
- Duc L. De Broglie (1892–1987)
- John R. Dunning (1907–1975)
- William M. Ewing (1906–1974)
- Ronald A. Fisher (1890–1962)
- Karl Folkers (1906–1997)
- Thomas Francis, Jr. (1900–1969)
- Edwin R. Gilliland (1909–1973)
- Haldan K. Hartline (1903–1983)
- Ernest R. Hilgard (1904–2001)
- Frank L. Horsfall, Jr. (1906–1971)
- John R. Johnson (1900–1983)
- Raymond Kelser (1876–1952)
- Cyril Long (1901–1970)
- Edward J. McShane (1904–1989)
- Donald Menzel (1901–1976)
- Charles W. Metz (1889–1975)
- Curt P. Richter (1894–1988)
- Hermann I. Schlesinger (1882–1960)
- Francis O. Schmitt (1903–1995)
- Glenn T. Seaborg (1912–1999)
- Gilbert M. Smith (1885–1959)
- Curt Stern (1902–1981)
- Chester Stock (1892–1950)
- James B. Sumner (1887–1955)
- Edward Teller (1908–2003)
- Kenneth V. Thimann (1904–1997)
- Charles A. Thomas (1900–1982)